# Bandeira de São Bartolomeu

Bandeira oficial de São Bartolomeu

Bandeira de Saint Barthélemy (não oficial).

A bandeira de São Bartolomeu consiste no escudo da ilha centrado sobre um fundo branco. Usada na ilha, não tem um estatus oficial. Dado que São Bartolomeu é uma coletividade de ultramar da França, sua bandeira oficial é a tricolor francesa.